# 대구북동초등학교
대구북동초등학교는 대한민국 대구광역시 달성군에 있는 공립 초등학교이다.

## 역사
- 1948-02-07 달성논공초등학교 분교장 인가
- 1955-07-17 달성북동초등학교 승격인가
- 1955-09-18 달성 북동초등학교 개교
- 1981-04-29 현 위치로 학교 이전
- 1995-02-08 논공초등학교 본교에 통페합
- 1995-03-01 대구북동초등학교로 교명 변경
- 2004-09-01 대구논공초등학교 분교(21학급)
- 2014-09-01 제20대 권동순 교장 부임
- 2015-02-13 제60회 졸업(졸업생 총수 5,718명)
- 2015-03-01 29학급 편성(특수학급 2학급)
- 2016-09-01 제21대 김태동 교장 부임

## 참고 자료
- 대구북동초등학교 - 한국교육학술정보원 학교알리미